# 七帶隱麗魚
七帶隱麗魚，為輻鰭魚綱䲁形目麗魚科嬌麗魚屬的其中一種，分布於中美洲哥斯大黎加大西洋岸的淡水流域，體長可達10公分，棲息在溪流，屬雜食性，以藻類、水生昆蟲、植物等為食，生活習性不明，可作為觀賞魚。

## 擴展閱讀
- 維基物種上的相關：七帶隱麗魚